# Киркач, Николай Фёдорович
Николай Федорович Киркач (18 января 1925, город Славянск, теперь Донецкой области — 4 декабря 1990, город Харьков Харьковской области) — советский деятель, ученый, специалист в области прикладной механики, ректор Харьковского политехнического института имени Ленина. Член Ревизионной Комиссии КПУ в 1981—1986 г. Кандидат в члены ЦК КПУ в 1986—1990 г. Кандидат технических наук (1958), профессор (1976).

## Биография
Учился в средней школе. С началом Великой Отечественной войны был эвакуирован в Ошскую область Киргизской ССР. В 1942 году вступил в комсомол.
С августа 1942 года — в Красной армии. Участник Великой Отечественной войны с 1943 года. Служил командиром пулевого взвода 166-го гвардейского стрелкового полка 55-й стрелковой дивизии Северо-Кавказского фронта, командиром взвода 3-й батареи 1089-го зенитного артиллерийского полка 3-й зенитной артиллерийской дивизии Резерва главного командования 3-го Украинского фронта.
Член ВКП(б) с 1944 года.
В 1947 году демобилизовался из армии, окончил среднюю школу.
В 1953 году окончил Харьковский политехнический институт, где с тех пор и работал.
В 1953—1954 г.  — ассистент, в 1954—1955 г.  — ученый секретарь Ученого совета, в 1955—1960 г.  — старший преподаватель, доцент, в 1960—1962 г.  — декан машиностроительного факультета Харьковского политехнического института.
В 1962—1978 г.  — проректор по учебной работе Харьковского политехнического института имени Ленина. В 1967—1990 г.  — заведующий кафедрой «Детали машин» Харьковского политехнического института.
В 1978—1990 г.  — ректор Харьковского политехнического института имени Ленина.
Основные направления научных исследований: оптимальное проектирование узлов и деталей приводов большой мощности, совершенствование принципов конструирования и расчета муфт механических приводов. Опубликовал 48 научных трудов, в том числе две монографии, имел 8 изобретений.

## Звание
- гвардии лейтенант

## Награды
- орден Ленина
- орден Красной Звезды (1943)
- орден Трудового Красного Знамени
- орден Дружбы народов
- орден Октябрьской Революции
- орден Отечественной войны I-й ст. (6.04.1985)
- орден Отечественной войны II-й ст. (1944)
- медали
- почетная грамота Президиума Верховного Совета СССР
- заслуженный работник высшей школы Украинской ССР